# Ледухи
Леду́хи (рос. Ледухи) — присілок у Воткінському районі Удмуртії, Росія.
Населення становить 11 осіб (2010, 7 у 2002).
Національний склад (2002):
- росіяни — 86 %

Урбаноніми:
- вулиці — Лісова, Логова